# Jean Albisson
Jean Albisson (31 janvier 1732 à Montpellier - 22 janvier 1810 à Paris) est un avocat, jurisconsulte et homme politique français des XVIIIe et XIXe siècles.

## Biographie
Jean Albisson se livra de bonne heure à l'étude du droit et à la profession d'avocat. La réputation qu'il y acquit le fit appeler au conseil des États du Languedoc. Il publia alors plusieurs travaux sur des points importants de l'Histoire de cette province, notamment sur l'origine des municipalités diocésaines. Il avait pris part à la polémique que le gouvernement avait si imprudemment provoquée à l'occasion des États généraux de 1789.
La Révolution lui confia successivement différentes fonctions administratives et judiciaires : il était commissaire près le Tribunal correctionnel de Montpellier (8 prairial an III), en même temps que professeur de législation à l'École centrale de l'Hérault, quand il fut, le 6 germinal an X (27 mars 1802), nommé membre du Tribunat par le Sénat conservateur, sur la présentation de son département.
Il prit, comme tribun, une part active et brillante aux discussions préparatoires des Codes civil, de procédure et de commerce, et fit d'importants discours ou rapports :
- Le 3 germinal an IX, sur la puissance paternelle ;
- Le 7 pluviôse an XII, sur le titre IV du second livre du Code civil (Servitudes) ;
- Le 19 pluviôse an XII, sur le contrat de mariage et les droits respectifs des époux ;
- Le 18 ventôse an XII, sur le projet relatif aux prêts ;
- Le 28 ventôse an XII, sur le projet relatif aux transactions.
- En 1804, le tribun Curée ayant fait au Tribunat une motion d'ordre tendant à confier à un empereur le gouvernement de la République et à rendre l'Empire héréditaire dans la famille de Napoléon Bonaparte, Albisson fut membre de la commission chargée d'examiner cette motion, et la soutint avec empressement.

En 1806, le Corps législatif le désigna pour adjoint au procureur général impérial, et il fut chargé l'année suivante de présenter diverses parties du Code d'instruction criminelle. 
Napoléon le récompensa de son zèle en le nommant conseiller d'État lors de la suppression du Tribunat, le 14 août 1807 : en service ordinaire de 1807 à 1810. Il est rattaché à la section de législation. Il exerce également ses fonctions dans le cadre de la commission des pétitions en 1809.
Il fut constamment du nombre des orateurs choisis par le gouvernement dans les circonstances solennelles, pour célébrer officiellement les triomphes de l'Empire. Il avait été nommé membre de la Légion d'honneur le 25 prairial an XII et chevalier de l'Empire (11 août 1808).
Atteint peu après d'une maladie douloureuse, il y succomba à Paris le 22 janvier 1810.
Son éloge (inséré dans le Moniteur) fut prononcé, sur sa tombe, le 24 janvier 1810, par le chevalier Louis-Joseph Faure, son ami et son ancien collègue au Conseil d'État.

## Publications
- Lois municipales et économiques du Languedoc, ou recueil des ordonnances, édits, déclarations, arrêts du conseil, du parlement de Toulouse, Montpellier (Avignon), 1780 et années suivantes, 7 vol. in-4°.
- Discours sur l'origine des municipalités diocésaines du Languedoc, sur leur formation, sur leur nature et sur leur influence dans l'assemblée générale (pour servir d'introduction au tome IV des Lois municipales, etc.), Avignon, 1787, 10-8° ;
- Lettre d'un avocat à un publiciste, à l'occasion de la prochaine assemblée des états-généraux du royaume, Avignon, 1788, in-8° ;
- Parallèle de l'ancien Code criminel avec le nouveau, Montpellier, 1791, in-8° de 59 pag. ;
- Mélanges de législation, ou notions élémentaires de législation à l'usage des élèves de l'école centrale de l'Hérault, Montpellier, an X (1802), in-8° ;
- Discours prononcé par Albisson, tribun, l'un des orateurs chargés de présenter le vœu du tribunat sur le projet de loi qui a pour titre De la puissance paternelle ; séance du 3 germinal an XI, Paris, in-8° de 14. pages ;
- Tribunat : Rapport fait au nom de la section de législation, sur le projet de loi du titre IV du second livre du Code civil, séance du 7 pluviôse an XII, Paris, imprimerie nationale, an XII, in-8° de 19 pages ;
- Opinion sur le projet de loi concernant le contrat de mariage et les droits respectifs des époux, séance du 19 pluviôse an XII, Paris, imprimerie nationale, an XII, in-8° de 18 pages ;
- Discours prononcé par Albisson, orateur du tribunat, sur le projet de loi relatif aux prêts, séance du 18 ventôse an XII, in-8° de 15 pages ;
- Rapport sur le projet de loi relatif aux transactions, séance du 28 ventôse an XII, in-8° ;
- Discours prononcé sur la motion relative au gouvernement héréditaire, séance extraordinaire du 11 floréal an XII, imprimerie nationale, an XII, in-8° de 7 pages ;
- Proposition faite dans la séance du 29 floréal an XII après la présentation et la lecture faite par les orateurs du gouvernement du senatus-consulte organique de la veille qui défère le titre d'empereur au premier consul, Paris, imprimerie nationale, an XII, in-8° de 2 pages ;
- Discours prononcé sur les communications relatives à la guerre, séance du 4 vendémiaire an XIV, in-8° de 4 pages ,
- Discours sur l'inauguration des drapeaux donnés au tribunat par S. M. l'empereur et roi, séance extraordinaire du 9 nivôse an XIV, in-8° de 7 pages

Quelques-uns des rapports et discours d'Albisson ont été recueillis par M. Favard de Langlade dans le Code civil des Français, suivi de l'exposé des motifs, des rapports, opinions et discours, 1806, 6 vol. in-12.

## Titres
- Chevalier Albisson et de l'Empire (lettres patentes du 11 août 1808).

## Armoiries
| Figure | Blasonnement |
|        | Armes du chevalier Albisson et de l'Empire D'argent au chevron échiqueté de trois tires d'or et d'azur, senestré d'un tiers de gueules au signe des chevaliers légionnaires., |